# William J. Fields

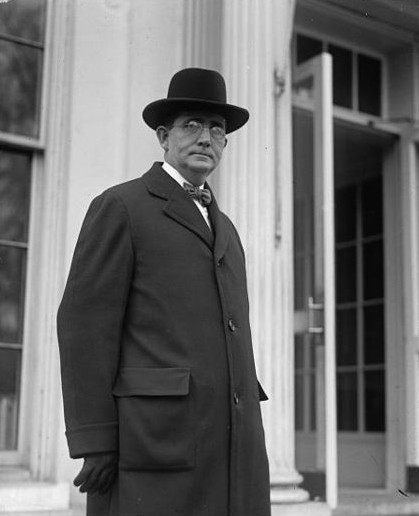
William J. Fields (1923)

William Jason Fields (* 29. Dezember 1874 in Willard, Carter County, Kentucky; † 21. Oktober 1954 in Grayson, Kentucky) war ein US-amerikanischer Politiker und Gouverneur des Bundesstaates Kentucky.

## Frühe Jugend und Aufstieg
William Fields besuchte die örtlichen Grundschulen seiner Heimat und die University of Kentucky. Anschließend studierte er privat Jura, arbeitete als Farmer und war im Immobiliengeschäft tätig. Außerdem war er auch als fahrender Händler im Land unterwegs, wodurch er wichtige Kontakte herstellen konnte. Im Jahr 1911 wurde er für die Demokratische Partei ins Repräsentantenhaus der Vereinigten Staaten gewählt. Dieses Mandat übte er bis 1923 aus.

## Gouverneur von Kentucky
Seine Kandidatur für das Amt des Gouverneurs kam eher zufällig zustande. Die internen Vorwahlen hatte J. Campbell Cantrill gewonnen. Damit sollte er auch Kandidat der Demokraten für die Gouverneurswahl werden. Durch den plötzlichen Tod Cantrills und den Verzicht des zweitplatzierten Kandidaten Alben W. Barkley wurde nun Fields nominiert. Dieser gewann die Wahlen gegen seinen republikanischen Gegenkandidaten Charles I. Dawson mit 53,3 % der Stimmen. Dawson erreichte einen Stimmenanteil von 45,8 %. Fields’ vierjährige Amtszeit begann am 11. Dezember 1923 und endete am 13. Dezember 1927. In dieser Zeit wurde eine Handelsschule für Afroamerikaner in Paducah gegründet. Er setzte sich generell für eine Verbesserung der Bildungspolitik ein und förderte den Ausbau der Infrastruktur des Landes, insbesondere des Straßennetzes. Zur Finanzierung wurde eine Mineralölsteuer eingeführt. Außerdem wurde eine Behörde zur Verwaltung der landeseigenen Nationalparks gegründet. Als gläubiger und strenger Methodist untersagte er in der Gouverneursvilla alle Tanzveranstaltungen. Trotz seiner Erfolge war Fields nicht unumstritten. Die Einstellung zweier Söhne in den Staatsdienst wurde ihm als Vetternwirtschaft ausgelegt. Seine Gegner, die auch in seiner eigenen Partei vertreten waren, beschuldigten ihn der Korruption und warfen ihm vor, zu viele Begnadigungen ausgesprochen zu haben.

## Lebensabend und Tod
Nach dem Ablauf seiner Amtszeit im Jahr 1927 wurde William J. Fields offiziell als Rechtsanwalt zugelassen. In der Folge war er zeitweise als Anwalt tätig. Ein Versuch, nochmals in den US-Kongress gewählt zu werden, scheiterte. Zwischen 1932 und 1935 war er Staatsanwalt an einem regionalen Gericht in Kentucky. Von 1936 bis 1944 war er Mitglied der staatlichen Berufsgenossenschaft von Kentucky, dem Workmen’s Compensation Board. Schließlich war er von 1940 bis 1945 noch Teilhaber einer Versicherungsgesellschaft. William Fields starb am 21. Oktober 1954. Er war mit Dora McDavid verheiratet, das Paar hatte sechs Kinder.